# Doin' Time
"Doin' Time" is een nummer van de Amerikaanse band Sublime. Het nummer verscheen op hun laatste album Sublime uit 1996. Op 25 november 1997 werd het nummer uitgebracht als de vierde en laatste single van het album. In 2019 werd het gecoverd door Lana Del Rey op haar album Norman Fucking Rockwell! Op 17 mei van dat jaar verscheen het als de vierde single van het album.

## Achtergrond

### Originele versie
"Doin' Time" is geschreven door Bradley Nowell en Maggie Plum en geproduceerd door David Kahne en Jerry Duplesis. Het nummer bevat een sample van de aria "Summertime" van George Gershwin. Om deze reden zijn Ira Gershwin en Dorothy Heyward ook toegevoegd als schrijvers van het nummer. Het gaat hierbij om een sample van een cover van "Summertime" door jazzmuzikant Herbie Mann, afkomstig van zijn livealbum Herbie Mann at the Village Gate.
In eerste instantie schreef Sublime de tekst "doin' time and the livin's easy", maar om toestemming te krijgen om de sample te gebruiken, moesten zij "doin' time" vervangen door "summertime". Het was enkel al opgenomen met de oorspronkelijke tekst, en zanger Nowell was korte tijd eerder overleden aan een overdosis heroïne. Uiteindelijk werd "summertime" gezongen door producer Michael Happoldt. Deze versie verscheen uiteindelijk op het album Sublime; de originele versie werd in 2006 voor het eerst uitgebracht op de heruitgave van dit album. Verder bevat het nummer samples uit "Slow and Low" van Beastie Boys, "Jump for Jah" en "Come Now" van Ini Kamoze, "Buffalo Gals" van Malcolm McLaren en "Holy Thursday" van David Axelrod.
"Doin' Time" is de enige single van Sublime die in de Amerikaanse Billboard Hot 100 terechtkwam, waar het op plaats 87 piekte. Op de B-kant van de single stonden remixen van het nummer die werden gemaakt door Snoop Dogg en The Pharcyde.

### Versie van Lana Del Rey
Op 17 mei 2019 bracht de Amerikaanse zangeres Lana Del Rey een cover van "Doin' Time" uit. Haar versie is geproduceerd door Andrew Watt en Happy Perez. Del Rey coverde dit nummer voor een documentaire over Sublime, die rond die tijd op het Tribeca Film Festival in première ging. Het werd tevens uitgebracht als de vierde single van haar album Norman Fucking Rockwell! Op 29 augustus werd een videoclip voor het nummer uitgebracht, die geïnspireerd is door de film Attack of the 50 Foot Woman. Del Rey beschreef zichzelf als een fan van Sublime, vanwege de "Zuid-Californische vibe" en het grote aantal genres dat de band volgens haar beheerste.
"Doin' Time" bereikte in de versie van Del Rey een aantal hitlijsten. In de Billboard Hot 100 kwam het tot plaats 59, terwijl in de Britse UK Single Charts plaats 42 werd bereikt. Het werd de grootste hit in Hongarije, waar het de zevende plaats behaalde. Ook in IJsland en Nieuw-Zeeland piekte de single in de top 20. In Nederland werden geen hitlijsten gehaald, terwijl de single in Vlaanderen piekte op de veertiende plaats in de "Bubbling Under"-lijst met tips voor de Ultratop 50.

## NPO Radio 2 Top 2000
| Nummer met noteringen in de NPO Radio 2 Top 2000 | '22  | '23  | '24  |
| ------------------------------------------------ | ---- | ---- | ---- |
| Doin' Time                                       | 1786 | 1256 | 1602 |

1. ↑  Een vetgedrukt getal geeft de hoogste notering aan.
2. ↑  2022 was het eerste jaar met een notering voor dit nummer.